# Mário Borg Høiby
Mário Borg Høiby (Oslo, 13 de janeiro de 1997) é o filho mais velho de Mette-Marit, Princesa Herdeira da Noruega e de Morten Borg. Sendo enteado do príncipe herdeiro Haakon, filho do rei Haroldo V e da rainha Sônia. Seus meio-irmãos são a princesa Ingrid Alexandra e o príncipe Sverre Magno da Noruega.

## Infância e primeiros trabalhos
Nascido filho da rainha Mette-Marit e da família de Morten Borg, ex-marido de sua mãe. Os pais tiveram um relacionamento curto em 1996, mas se separaram cedo e ele morou desde o nascimento com a mãe em Oslo. Após a virada do milênio, ele se mudou com sua mãe para um apartamento em Ullevålsveien com seu padrasto, e mais tarde para Skaugum em Asker, enquanto também passava fins de semana com seu pai Morten em Oslo. 
Quando Mette-Marit ficou conhecida como amante de Haakon, ele era frequentemente referido na mídia como "Pequeno Marius".  Sua mãe se casou o príncipe herdeiro Haakon, filho e herdeiro dos reis Haroldo V e Sônia. Tem dois meio-irmãos mais novos por parte de mãe (Ingrid Alexandra e Sverre Magnus) e um meio-irmão mais novo por parte de pai, nascido em 2005. Ele era aluno da escola secundária Wang, em Oslo, na Noruega. Mário é sete anos mais velho que sua meia-irmã Ingrid e oito anos mais velho que seus meio-irmãos, tanto por parte de mãe quanto de pai. Ele não faz parte da casa real norueguesa, também não é o herdeiro do trono da Noruega, pois não é filho do herdeiro, mas filho da esposa do herdeiro de outro casamento anterior. Mette-Marit afirmou que "Mário tornou-se um símbolo da escolha incomum que fizemos quando nos casamos, ao mesmo tempo que ele não deveria exercer funções públicas como seus irmãos. Ele não deveria ter um papel público e não é uma figura pública”. 
Ele foi confirmado no domingo, dia 2 de Setembro de 2012 na igreja Asker.

## Polémicas
Em 4 de agosto de 2024 foi detido acusado de agressões físicas num apartamento em Oslo. As autoridades apreenderam uma arma branca no local onde as agressões aconteceram, uma faca que estaria espetada na parede. A alegada vítima, de acordo com a imprensa norueguesa, é uma mulher na casa dos 20 anos e estaria numa relação com o filho mais velho da princesa. A mulher agredida terá conseguido expulsar Marius de sua casa, tendo depois chamado a polícia. Terá também precisado de assistência hospitalar, tendo tido alta depois de ser diagnosticada com um traumatismo craniano.
Em junho de 2025 foi acusado pela polícia de Oslo por crimes como violação, agressão sexual e ofensas corporais, após uma investigação de meses sobre um caso que envolveu um número “com dois dígitos” de vítimas. Foi repetidamente detido em 2024 por alegações de violação e acusações preliminares de ofensas corporais e danos criminais.
Em 18 de agosto de 2025, foi oficialmente acusado de violação, violência doméstica, agressão e outros crimes, informou o procurador Sturla Henriksboe. Marius Borg Høiby foi alvo de uma investigação policial que durou um ano e culminou com as acusações de 32 crimes, incluindo quatro violações.